# Barbibucca elegans
Barbibucca elegans är en insektsart som beskrevs av Bo Tjeder 1967. Barbibucca elegans ingår i släktet Barbibucca och familjen Nemopteridae. Inga underarter finns listade i Catalogue of Life.